# Iglesia de la Ascensión (Manhattan)
La Iglesia de la Ascensión es una iglesia episcopal en la Diócesis de Nueva York, ubicada en 36–38 Fifth Avenue y West 10th Street en el vecindario de Greenwich Village de Manhattan. Nueva York (Estados Unidos). Fue construida en 1840-1841, la primera iglesia que se construyó en la Quinta Avenida y fue diseñada por Richard Upjohn en estilo neogótico.: 55 El interior fue remodelado por Stanford White en 1885-1888. : 55 
La casa parroquial de la iglesia, en 12 West 11th Street entre la Quinta Avenida y la Avenida de las Américas (Sexta Avenida), se construyó originalmente en 1844 como residencia y McKim, Mead y White la modificaron a su estado actual entre 1888 y 1889 en estilo neorrenacentista.: 55 
La iglesia se convirtió en Monumento Histórico Nacional en 1987.
Tanto la iglesia como la casa parroquial son parte del Distrito Histórico de Greenwich Village, designado por la Comisión de Preservación de Monumentos Históricos de la Ciudad de Nueva York en 1969.: 145–146 

## Edificios
El diseño de Richard Upjohn para la iglesia está "estrechamente relacionado" con sus diseños para Trinity Church en Manhattan, que comenzó a construirse un poco antes, en 1839,: 11 y Christ Church en Brooklyn, que vino después.: 55 : 621 La iglesia de piedra rojiza es simétrica y presenta una torre cuadrada.: 55 
El diseño interior de Stanford White fue "uno de los grandes esfuerzos de colaboración de la época" y presenta un púlpito diseñado por Charles Follen McKim; mosaicos de D. Maitland Armstrong ; un retablo de mármol de Louis Saint-Gaudens, hermano de Augustus Saint-Gaudens ; varias vidrieras de John LaFarge y su mural de altar La Ascensión, una pieza de 9 por 11m considerada como una de sus mejores obras: 55 : 145–146 
La casa parroquial diseñada por McKim, Mead y White tomó un edificio previamente existente y lo convirtió en un edificio de ladrillo amarillo con ventanas de vidrio de botella.: 55 

## Órgano
La iglesia ha tenido una serie de órganos desde su construcción en 1840-1841. El órgano actual es The Manton Memorial Organ que se inauguró el 1 de mayo de 2011. El órgano fue construido por Pascal Quoirin de St. Didier en Provenza, al sur de Francia. Es el primer órgano construido en Francia que se instalará en Nueva York y reemplazó un instrumento de Holtkamp Organ Company construido en 1966.

## Galería

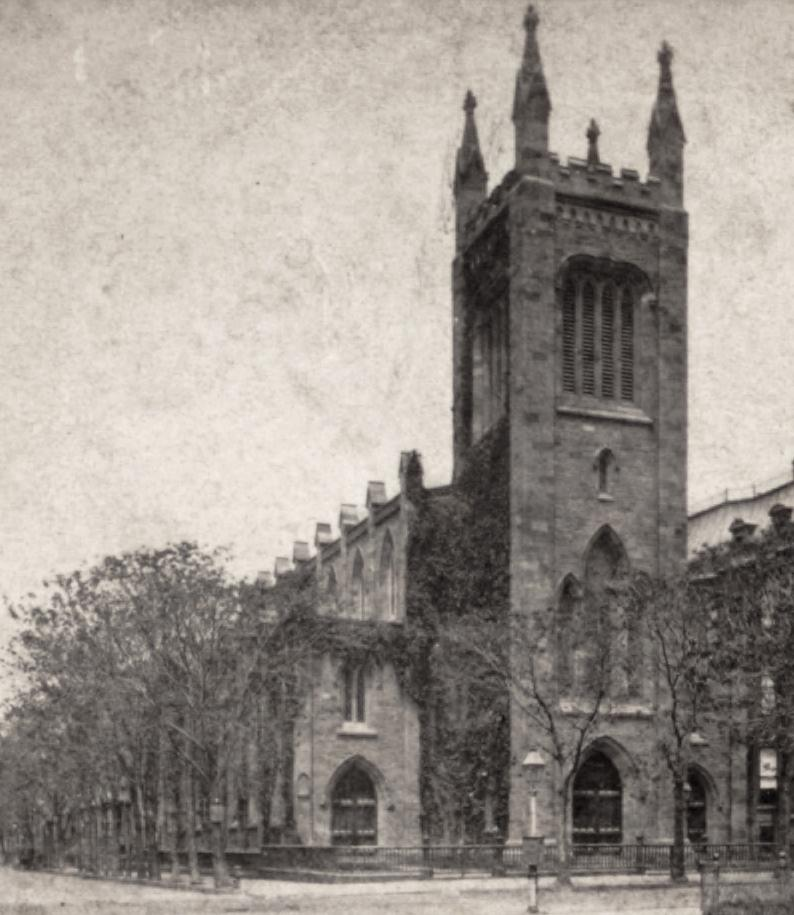
Una fotografía de la iglesia de finales del siglo XIX.
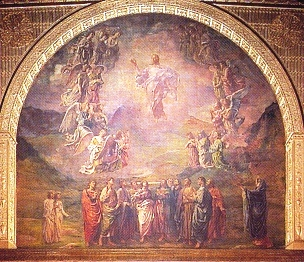
The Ascension por John LaFarge (1835-1910)
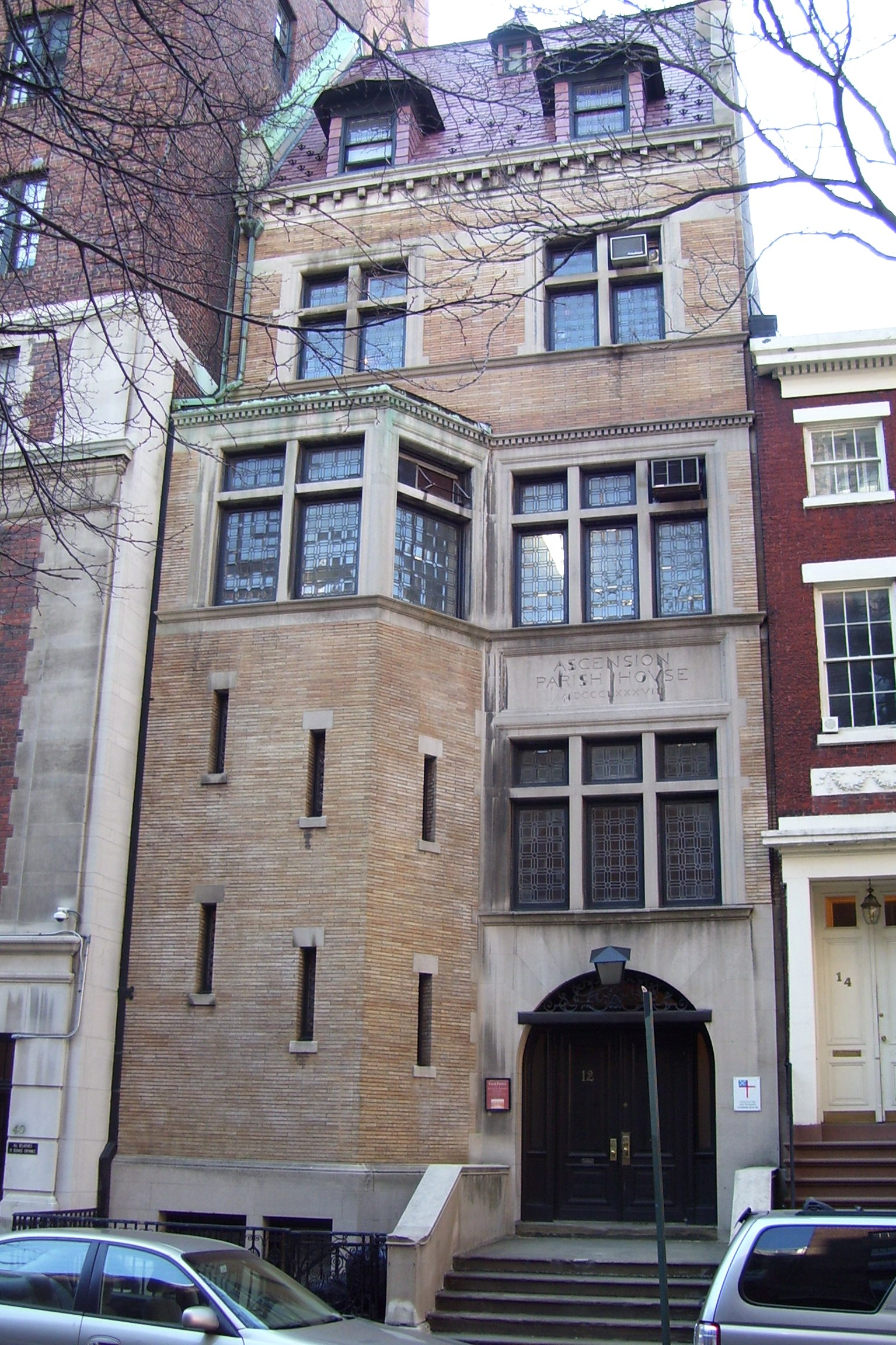
Parish House (1844), alterada en 1889 por McKim, Mead & White
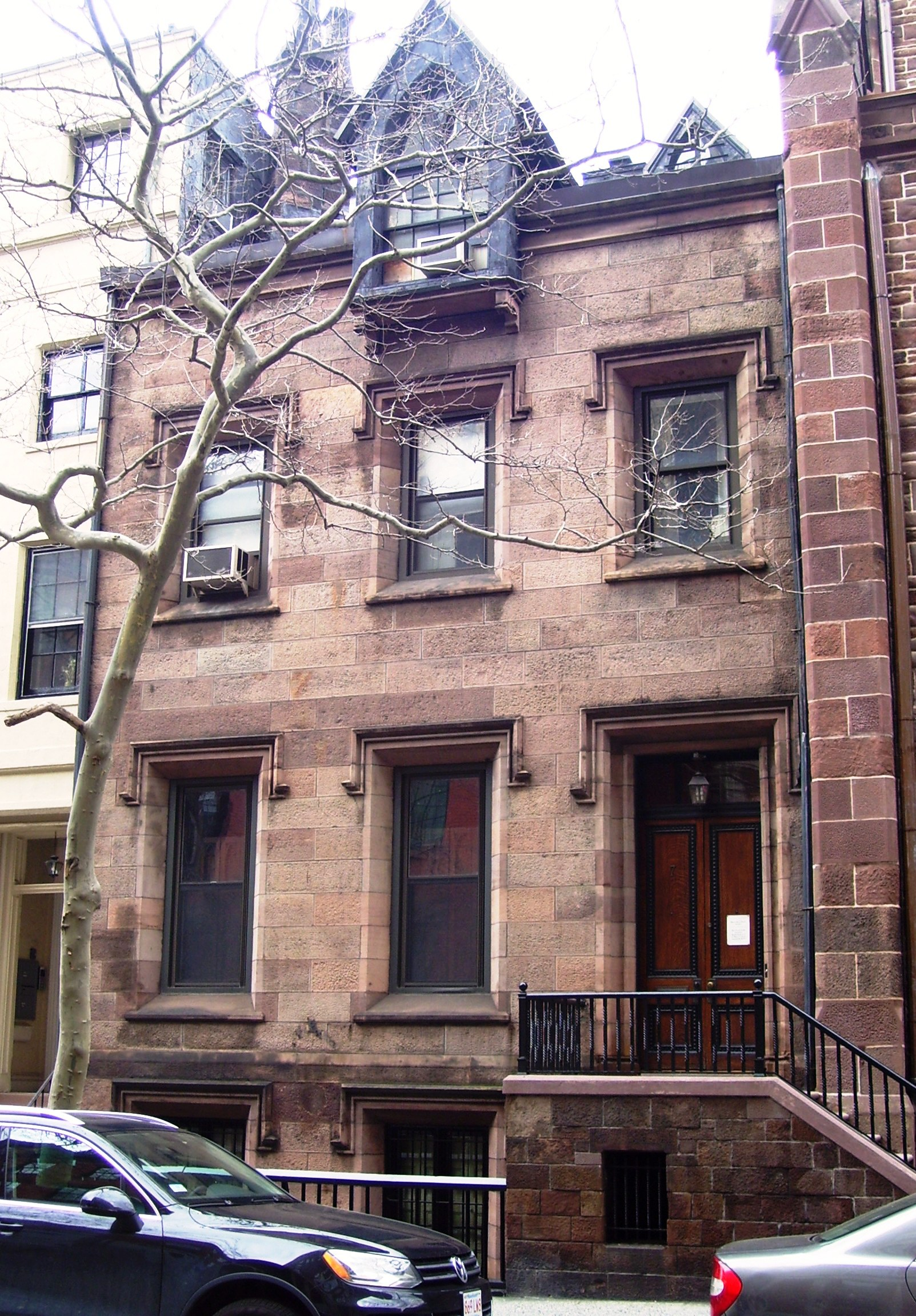
Rectoría (1841)[6]: 145–146